# Équipe d'Italie féminine de basket-ball
Cet article traite de l'équipe féminine. Pour l'équipe masculine, voir Équipe d'Italie masculine de basket-ball.
Maillots
L'équipe d'Italie féminine de basket-ball (en italien : Nazionale di pallacanestro femminile dell'Italia) est l'équipe nationale qui représente l'Italie lors des compétitions internationales féminine de basket-ball. Elle est placée sous l'égide de la Fédération italienne de basket-ball (FIP). L'équipe est affiliée à la FIBA depuis 1932. Son surnom est "Gli Azzurri", ce qui signifie « Les Bleus ».
L'Italie n'a remporté qu'un seul tournoi majeur lors du premier championnat d'europe de basket-ball qui s'est déroulé dans leur pays en 1938. Elle remporta aussi les Jeux méditerranéens de 2009.

## Histoire

### Les Débuts (1930-1938)
L'équipe féminine d'Italie de basket-ball a été formée dans les années 1930, à une époque où le basket-ball commençait à gagner en popularité en Europe. La première participation notable de l'équipe à un tournoi international a eu lieu en 1938 lors du championnat d'europe quelle remporte en ayant battu la France, la Pologne et la Suisse, elle perd son seul match contre la Lituanie. 

## Résultats

### Palmarès
| Compétitions mondiales                             | Compétitions continentales                                                           | Autres compétitions                                                       |
| -------------------------------------------------- | ------------------------------------------------------------------------------------ | ------------------------------------------------------------------------- |
| - Jeux olympiques - Néant - Coupe du monde - Néant | - EuroBasket (1) - Vainqueur en 1938 - Finaliste en 1995 - Troisième en 1974 et 2025 | - Jeux méditerranéens (1) - Vainqueur en 2009 - Finaliste en 1993 et 2001 |

## Parcours en compétitions internationales

### Jeux olympiques
| Année | Position      |      | Année         | Position |               | Année | Position |
| 1976  | Non qualifiée | 1996 | 8e            | 2016     | Non qualifiée |       |          |
| 1980  | 6e            | 2000 | Non qualifiée | 2020     | Non qualifiée |       |          |
| 1984  | Non qualifiée | 2004 | Non qualifiée | 2024     | Non qualifiée |       |          |
| 1988  | Non qualifiée | 2008 | Non qualifiée | 2028     | -             |       |          |
| 1992  | 8e            | 2012 | Non qualifiée | 2032     | -             |       |          |

### Coupe du monde
| Année | Position      |      | Année         | Position |               | Année | Position |
| 1953  | Non qualifiée | 1979 | 5e            | 2006     | Non qualifiée |       |          |
| 1957  | Non qualifiée | 1983 | Non qualifiée | 2010     | Non qualifiée |       |          |
| 1959  | Non qualifiée | 1986 | Non qualifiée | 2014     | Non qualifiée |       |          |
| 1964  | Non qualifiée | 1990 | 13e           | 2018     | Non qualifiée |       |          |
| 1967  | 9e            | 1994 | 11e           | 2022     | Non qualifiée |       |          |
| 1971  | Non qualifiée | 1998 | Non qualifiée | 2026     | -             |       |          |
| 1975  | 4e            | 2002 | Non qualifiée | 2030     | -             |       |          |

### EuroBasket
| Année | Position      |      | Année         | Position |               | Année | Position |
| 1938  | Vainqueur     | 1976 | 7e            | 2003     | Non qualifiée |       |          |
| 1950  | 5e            | 1978 | 9e            | 2005     | Non qualifiée |       |          |
| 1952  | 6e            | 1980 | 9e            | 2007     | 9e            |       |          |
| 1954  | 7e            | 1981 | 7e            | 2009     | 6e            |       |          |
| 1956  | 6e            | 1983 | 5e            | 2011     | Non qualifiée |       |          |
| 1958  | Non qualifiée | 1985 | 7e            | 2013     | 8e            |       |          |
| 1960  | 7e            | 1987 | 5e            | 2015     | 15e           |       |          |
| 1962  | 9e            | 1989 | 5e            | 2017     | 7e            |       |          |
| 1964  | 9e            | 1991 | 7e            | 2019     | 9e            |       |          |
| 1966  | 10e           | 1993 | 4e            | 2021     | 9e            |       |          |
| 1968  | 6e            | 1995 | Finaliste     | 2023     | 9e            |       |          |
| 1970  | 9e            | 1997 | 11e           | 2025     | Troisième     |       |          |
| 1972  | 10e           | 1999 | 11e           | 2027     | -             |       |          |
| 1974  | Troisième     | 2001 | Non qualifiée | 2029     | -             |       |          |

## Personnalités historiques de l'équipe de d'Italie

### Joueuses marquantes
- Mabel Bocchi
- Susanna Bonfiglio
- Mara Fullin
- Lidia Gorlin
- Elena Paparazzo
- Stefania Passaro
- Catarina Pollini
- Liliana Ronchetti
- Bianca Rossi
- Francesca Zara
- Anna Zimerle
- Aldo Corno (entraîneur)